# Cabeça dos Tarrafes
Cabeça dos Tarrafes (Cabeça dos Tarafes) ist ein Dorf im Osten der Insel Boa Vista, im atlantischen Inselstaat Kap Verde. Das Dorf liegt ca. 2 km südlich von Fundo das Figueiras und 21 km südöstlich der Inselhauptstadt Sal Rei. Es ist eine der östlichsten Siedlungen in Kap Verde.

## Geographie
Der Ort liegt am Osthang des Inselberges mit der naturgeschützten Paisagem protegida Monte Caçador e Pico Forcado in einem Flusstal, welches nach Norden zum nächstgelegenen Ort Fundo das Figueiras führt. Nach Osten erstrecken sich weitere kleine temporäre Wasserläufe hin zum  Morro Negro an der Küste, wo auch der Farol do Morro Negro steht.